# Christina Vukicevic
Ljubica Christina Vukicevic Demidov (18 giugno 1987) è un'ostacolista norvegese.
È la figlia dell'ex ostacolista jugoslavo Petar Vukičević.

## Palmarès
| Anno | Manifestazione    | Sede       | Evento   | Risultato  | Prestazione | Note                          |
| ---- | ----------------- | ---------- | -------- | ---------- | ----------- | ----------------------------- |
| 2004 | Mondiali juniores | Grosseto   | 100 m hs | 5ª         | 13"58       |                               |
| 2005 | Europei juniores  | Kaunas     | 100 m hs | Argento    | 13"56       |                               |
| 2006 | Mondiali juniores | Pechino    | 100 m hs | Argento    | 13"34       |                               |
| 2007 | Europei under 23  | Debrecen   | 100 m hs | Argento    | 13"08       |                               |
| 2007 | Mondiali          | Osaka      | 100 m hs | Batteria   | 13"07       | Miglior prestazione personale |
| 2008 | Giochi olimpici   | Londra     | 100 m hs | Batteria   | 13"05       |                               |
| 2009 | Europei indoor    | Torino     | 60 m hs  | 4ª         | 8"04        |                               |
| 2009 | Europei under 23  | Kaunas     | 100 m hs | Oro        | 12"99       |                               |
| 2009 | Mondiali          | Berlino    | 100 m hs | Semifinale | 13"00       |                               |
| 2010 | Mondiali indoor   | Doha       | 60 m hs  | Semifinale | 8"02        |                               |
| 2010 | Europei           | Barcellona | 100 m hs | 4ª         | 12"78       |                               |
| 2011 | Europei indoor    | Parigi     | 60 m hs  | Bronzo     | 7"83        |                               |
| 2012 | Europei           | Helsinki   | 100 m hs | Semifinale | 13"23       |                               |